# Thorbeckestraat 17 (Arnhem)
Het pand aan Thorbeckestraat 17 in het Statenkwartier van de Arnhemse Broek te Arnhem is een schoolgebouw uit 1957. Het geldt als een typisch voorbeeld van wederopbouwarchitectuur en is daarom ook een gemeentelijk monument.
Dit gebouw is ontworpen door stadsarchitect Johannes van Biesen. Het huisvestte tot 2000 het Thorbeckelyceum, omstreeks 2002 zat het Mozaïkcollege er even en sinds september 2007 is het Stedelijk Gymnasium hier ondergebracht.

## Ontwerp

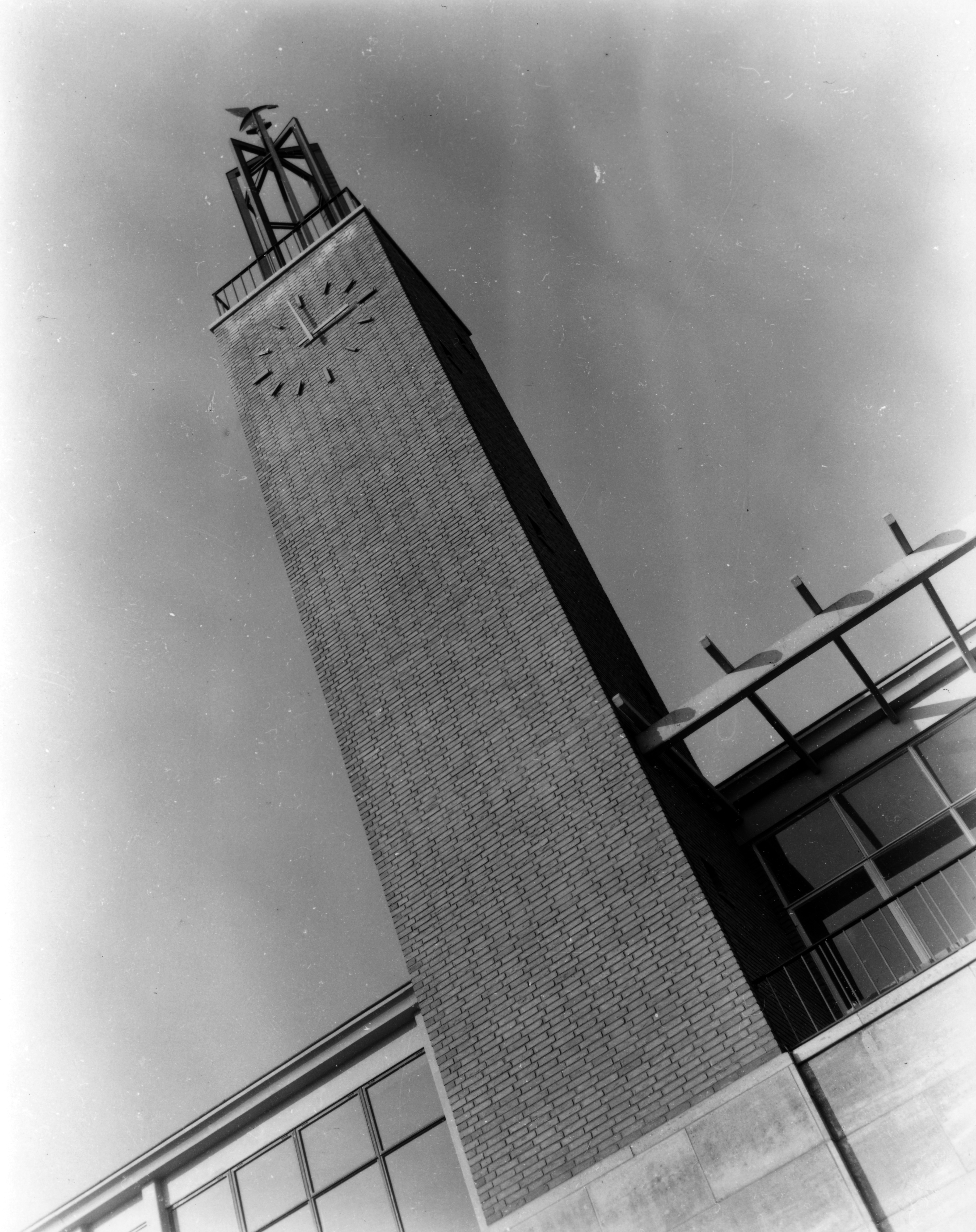
De klokkentoren met Phoenix -windwijzer

Het schoolgebouw was één van Biesens laatste creaties en werd gezien als de bekroning van zijn jarenlange carrière als stadsarchitect van Arnhem. Het ontwerp, dat geldt als een schitterend voorbeeld van wederopbouwarchitectuur, past in de stijl van het traditionalisme, met baksteen, glaspartijen, een betonconstructie en zadeldak; en heeft met de klokkentoren een voor de jaren 1950 een moderne uitstraling. De torentop is bekroond met een Phoenix-windwijzer die de herrijzenis van het land symboliseert na de verwoestingen van de Tweede Wereldoorlog.

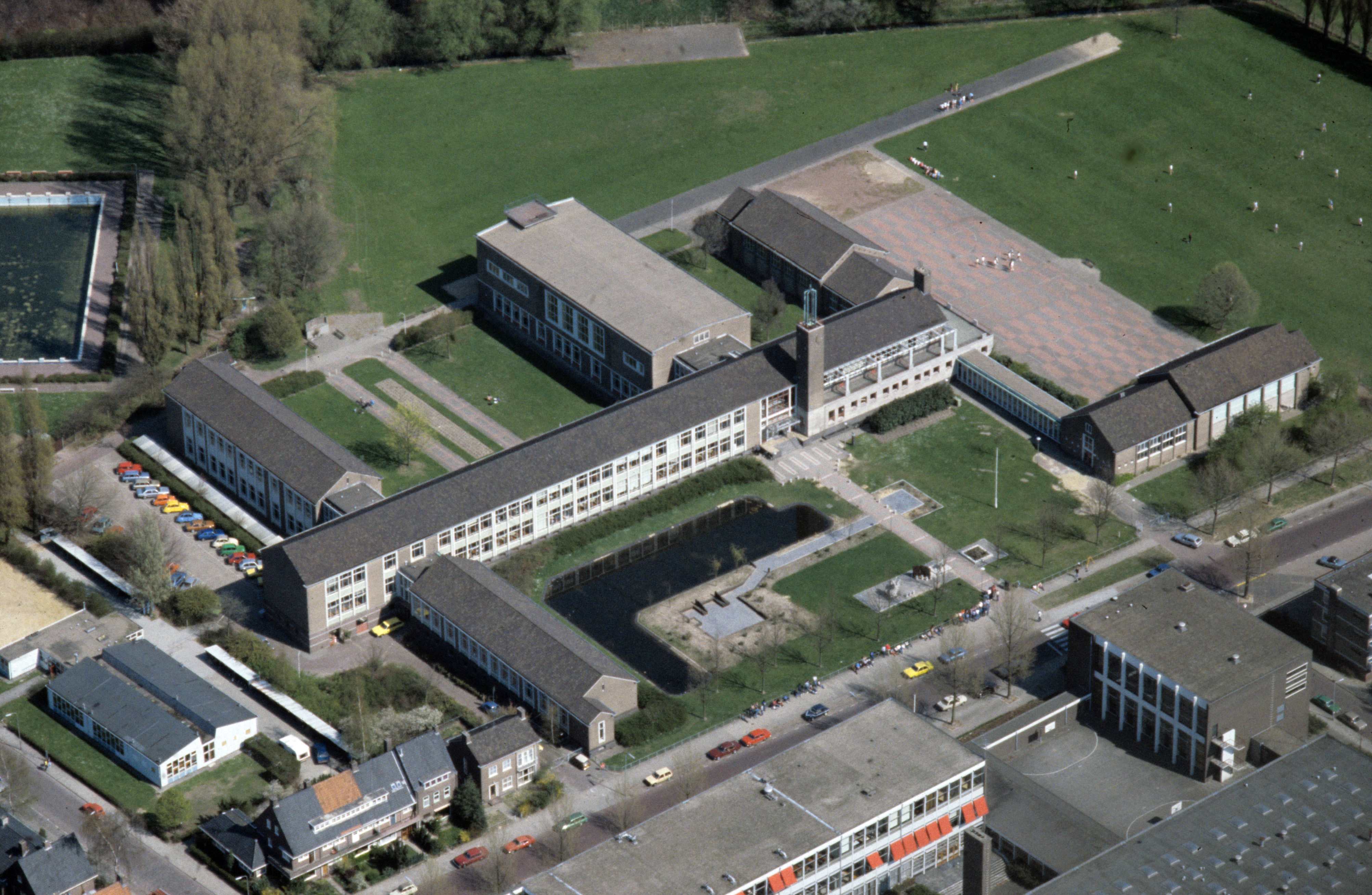
Luchtfoto van het gebouw, omstreeks 1980

De school bestaat uit een centraal gebouw met daaraan vier vleugels. Het centrale gebouw, waar de entree zich ook bevindt, ligt midden op het terrein. Hiervoor bevindt zich een vijver, een toegangsweg en een grasveld. Door de teruggetrokken ligging van het centrale gebouw krijgt de school een statig aanzicht, wat ook benadrukt wordt door de klokkentoren en de wit geschilderde vensters met stijlen.

## Kunstwerken

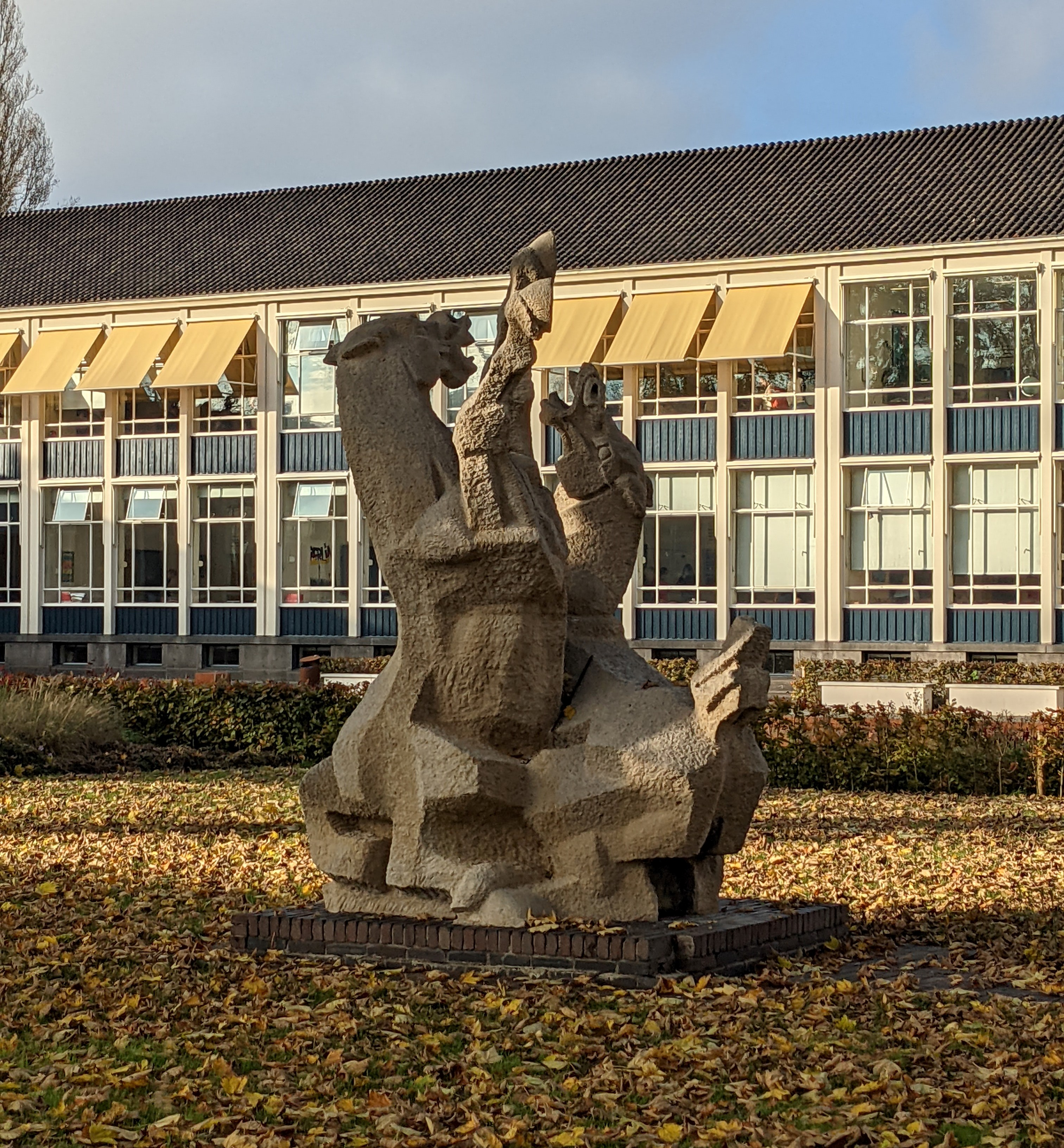
Steigerende paarden van Ubbo Scheffer

Op het adres staan meerdere kunstwerken. Van de kunstenaar Ubbo Scheffer staat in de voortuin van het gebouw Steigerende paarden (1958), een kalkstenen beeldhouwwerk, die de oneindige energie van de leerlingen symboliseert.
Uit hetzelfde jaar komt een sgraffito (zonder titel) van Hans Gorter, dat via de 1%-regeling tot stand gekomen is. Dit werk is te vinden op zijn oorspronkelijke locatie in het trappenhuis van het schoolgebouw.
Een kunstwerk dat niet meer bestaat, is Grim en Grom (1866), een heraldisch wapen van twee leeuwen van zink die het stadswapen van Arnhem ophielden. Dit wapen stond oorspronkelijk in de topgevel van de voormalige H.B.S. aan het Willemsplein. Ze werden van de sloop gered en in 1959 geplaatst in het nieuwgebouwde Thorbeckelyceum. Na jarenlange verwaarlozing werd het in 1982 door Henk Boxtart, leraar beeldende vorming aan het Lyceum, opgeknapt en op een eigentijdse wijze aangepast. Het werk was weergevoelig en onderhevig aan vandalisme. Toen het Stedelijk Lyceum in 2007 het schoolgebouw betrok, dreigde wederom de sloop. Na nog enkele pogingen het werk te redden werd het in 2015 definitief verwijderd.

## Bouwgeschiedenis
Het gebouw van de HBS aan het Willemsplein had zwaar te lijden van het geweld in de Tweede Wereldoorlog. Daarom werd in 1955 besloten een nieuwe HBS te bouwen, dat het Thorbeckelyceum aan de Thorbeckestraat zou worden. De eerste steen werd op 4 mei 1957 gelegd. De bouw werd in 1959 afgerond, waarna het nieuwe onderkomen van de HBS werd geopend, nu onder de naam van Thorbecke Lyceum. Het pand aan het Willemsplein werd datzelfde jaar gesloopt, met behoud van de twee leeuwen op de daklijst, Grim en Grom, die naar het nieuwe gebouw aan de Thorbeckestraat werden verplaatst.
Het Thorbeckelyceum ging in 2000 terziele. Het pand werd als gemeentelijk monument bestempeld. Omstreeks 2002 werd het pand nog als tijdelijk onderkomen voor het Mozaïkcollege gebruikt.
Plannen voor de huisvesting van het Stedelijk Gymnasium Arnhem in het gebouw werden ontwikkeld in nauw overleg tussen architectenbureau Broekbakema en de gemeentelijke dienst monumentenzorg. Het gebouw werd aangepast aan het moderne gymnasiumonderwijs. Zo miste het gebouw  een hart, een actieve plek voor ontmoeting en samenwerking, vanwaar de school overzien kon worden. Een nieuwe traverse werd daarom gebouwd die is samengetrokken met de voormalige fietsenstalling in de kelderruimte.
Het gemeentelijk monument werd doorspoeld met licht. Deze eigenschap werd in de verbouwing behouden door een slanke constructie van de traverse, een glazen gevel en een daklicht. In bepaalde delen van het oude gebouw werd het oorspronkelijke interieur in ere gehouden, op andere plaatsen werden eigentijdse kleuren en meubilair toegevoegd.
Het pand werd na de nodige verbouwing, renovatie en restauratie in 2007 weer in gebruik genomen, nu dus door het Stedelijk Gymnasium.  